# Verfügbarkeitsheuristik
Verfügbarkeitsheuristik (englisch availability heuristic) ist eine verkürzende kognitive Operation, die zu Urteilsfehlern führt. Sie gehört in der Kognitionspsychologie zu den sogenannten Urteilsheuristiken, die gewissermaßen Faustregeln darstellen, um Sachverhalte auch dann beurteilen zu können, wenn kein Zugang zu präzisen und vollständigen Informationen besteht. Sie ersetzt die schwierige Frage nach der Häufigkeit eines Ereignisses oder dem Umfang einer Kategorie durch die einfachere Frage, wie leicht es fällt, sich an passende Beispiele zu erinnern. Zwei häufige Ursachen dafür, dass Beispiele leicht verfügbar sind und so zu einem systematischen Fehler führen, sind eigene Erlebnisse sowie Berichte in den Massenmedien.
Die Bezeichnung Verfügbarkeitsfehler (englisch availability error) ist ebenfalls gebräuchlich für die dem Spielerfehlschluss verwandte kognitive Verzerrung.

## Erläuterung
Die Verfügbarkeitsheuristik wird, oft unbewusst, eingesetzt, wenn die Wichtigkeit oder Häufigkeit (bzw. Wahrscheinlichkeit) eines Ereignisses beurteilt werden muss, aber gleichzeitig die Zeit, die Möglichkeit oder der Wille fehlt, um auf präzise (z. B. statistische) Daten zurückzugreifen. In solchen Fällen wird das Urteil stattdessen davon beeinflusst, wie verfügbar dieses Ereignis oder Beispiele ähnlicher Ereignisse im Gedächtnis sind. Ereignisse, an die wir uns sehr leicht erinnern, scheinen uns daher wahrscheinlicher zu sein als Ereignisse, an die wir uns nur schwer erinnern können. Aus diesem Grund könnte man etwa die Wahrscheinlichkeit dafür, ermordet oder Opfer einer Gewalttat zu werden, als recht hoch einschätzen, wenn man kürzlich einen Bericht über einen Mord gelesen hat oder in den Medien häufig solchen Berichten begegnet.
Glücksspieler neigen in Hallen mit vielen Geldspielautomaten eher dazu, ihren Automaten mit weiterem Geld zu füttern, weil sie ab und zu jemand anderes beim Gewinnen beobachten und ihre eigenen Chancen dann höher einschätzen. Man behält die Gewinne anderer leichter in Erinnerung als die viel häufigeren Verluste. Die Tatsache, dass jemand gewonnen hat, verändert die aktuellen Gewinnchancen nicht, und bei der Konzentration auf die Anzahl der Gewinne vernachlässigt man die Zahl der Verluste. Menschen machen diesen Fehler ständig, obwohl die Wettchancen in der Gruppe genauso schlecht sind wie an einer einzelnen Maschine. In der Gruppe ist es einfach leichter, sich an Gewinne zu erinnern, als an einem einzelnen Automaten.
Andere Beispiele:
- „Immer wenn ich in Eile bin, zeigen die Ampeln rot.“
- „Mein Freund ist ein Choleriker, ein typischer Widder.“ (Der Sprecher erinnert sich nicht daran, dass er schon hunderte „untypische Widder“ getroffen hat, die nicht cholerisch veranlagt waren, und glaubt darum an die angebliche Verbindung zwischen dem Charakter und dem Tierkreiszeichen.)

## Untersuchungen
In einer Untersuchung von Tversky und Kahneman (1973) wurden Probanden Listen von Eigennamen vorgelesen. In der ersten Bedingung enthielt die Liste 19 Namen von sehr berühmten Männern und 20 Namen von weniger berühmten Frauen, in der zweiten Bedingung 19 Namen sehr berühmter Frauen und 20 von weniger berühmten Männern. Die Teilnehmer sollten einschätzen, ob die Liste mehr Männer oder mehr Frauen enthielt. Über 50 % der Teilnehmer erinnerten sich an die sehr berühmten Namen besser (Famous-names-Effekt), ca. 80 % überschätzten den Anteil desjenigen Geschlechts mit den sehr berühmten Namen. Aufgrund der Anwendung der Verfügbarkeitsheuristik kam es zu Fehlurteilen, da die Verfügbarkeit durch den Faktor Berühmtheit und nicht durch die Gruppengröße bestimmt war.
Norbert Schwarz und seine Kollegen konnten zeigen, dass nicht die Anzahl der erinnerten Beispiele ausschlaggebend ist, sondern die Leichtigkeit der Informationsverarbeitung. Versuchspersonen sollten sich an sechs Beispiele erinnern, in denen sie sich selbstsicher verhalten hatten. Dies fiel den meisten recht leicht. Eine andere Gruppe sollte zwölf solcher Beispiele finden, was erheblich schwieriger ist. Obwohl die Mitglieder dieser Gruppe mehr Beispiele zusammengetragen hatten, stuften sie sich anschließend als weniger selbstsicher ein als die erste Gruppe. Selbst eine weitere Gruppe, deren Mitglieder zwölf Ereignisse notieren sollte, in denen sie sich unsicher verhalten hatten, fühlte sich danach selbstsicherer als die zweite Gruppe. Sie kamen zu diesem Urteil, weil es sehr schwierig für sie war, Beispiele für schüchternes Verhalten zu finden.
Die Verfügbarkeitsheuristik spielt auch eine Rolle, wenn für ein Urteil leicht vorstellbare bildliche Inhalte mehr Gewicht haben als „trockene“ Statistiken. So kann zum Beispiel erklärt werden, warum die Häufigkeit des Rauchens bei Ärzten mit der Nähe zu Lungenkrebspatienten abnimmt, wie im Buch von Richard Nisbett und Lee Ross berichtet wird.
In Partnerschaften und Arbeitsgruppen kommt es zu Konflikten, wenn jemand seine Beiträge nicht genügend wertgeschätzt empfindet. Die Verfügbarkeitsheuristik führt zu einer Überschätzung der eigenen Mitarbeit, weil sich jeder daran am leichtesten erinnern kann. Ross und Sicoly fragten Ehepartner, wie hoch ihr Anteil an der Hausarbeit, am Initiieren von gemeinsamen Aktivitäten, aber auch am Auslösen von Streitigkeiten war. Die Addition der berichteten Anteile beider Partner lag immer über 100 %.

## Verfügbarkeitskaskade
Wenn sich mehrere Menschen nacheinander äußern, kann jeder einzelne durch die Verfügbarkeit der Meinungen der anderen zur Mehrheitsmeinung getrieben werden. Das Phänomen wurde von Timur Kuran und Cass Sunstein beschrieben. Es ähnelt dem Gruppendenken. Sunstein warnte davor, dass dieses Phänomen durch Soziale Medien häufiger auftreten könnte.